# Montpellier Fire Sharks
Le Firesharks Hérault Montpellier Club est un club de football australien français, fondé en 2008 par Benjamin Hamon. Ils jouent leur premier match en juin 2008. L'équipe évolue depuis la saison 2013-2014 dans le championnat de France.
Les Firesharks s'entrainent et jouent leurs matchs de championnat dans différents terrains, tels que ceux des stades de Philippidès ou du Crès, de la métropole de Montpellier et du département de l'Hérault.

## Histoire
Le club de football australien (ou footy) de Montpellier est né d’un grand élan de développement de ce sport en France. L'association consacrée au football australien, pour la ville de Montpellier, est créée le 8 avril 2008 par Benjamin Hamon. Elle est dénommée « Requins de Feu de Montpellier » et officialise son nom de « Firesharks Montpellier » le 14 janvier 2014,.
L'ambition du jeune club est de pouvoir participer à la première Coupe de France de football australien, qui se déroule à Paris.
En septembre 2008, sept Montpelliérains sont sélectionnés en équipe de France pour la World Cup 9s 2008. Les Français, dont la moitié sont issues du club montpelliérain, remportent cette première Coupe du Monde de football australien à 9,. En octobre 2008, quatre Montpelliérains sont sélectionnés dans l'équipe de France pour l'EU Cup 2008. Trois de ces joueurs étaient déjà présents lors de la World Cup 9s.
En mars 2009, débute le 1er championnat de France de football australien à Montpellier. Ce tournoi pose beaucoup de difficultés à Montpellier, qui enregistrera de nombreux forfaits de joueurs tout au long de la saison. Au mois de juillet, la finale de la Coupe de France 2009 s'organise à Saint-Médard-en-Jalles près de Bordeaux où l'équipe montpelliéraine termine dernière. Fin octobre, un reportage est réalisé par la jeune structure de L’Équipe TV et présenté par France Pierron pour Le Journal de France (JT). Il fait partie des premières apparitions du football australien français sur une chaîne nationale.
Après plus de deux ans d'existence, le club est voué a disparaître, mais en 2011 Guillaume Lautré, l'un des plus anciens joueurs du club héraultais, décide de reprendre le club en main. Le fondateur du club, Benjamin Hamon laisse peu de temps après, la présidence à ce dernier. Montpellier reprend la compétition lors du premier match à domicile au stade du Parc des Sports à La Grande Motte, le 27 novembre 2011 face au Aix-Marseille Dockers. C'est l'unique défaite de l'équipe de Montpellier de la saison, qui est sacré championne de la Development League ainsi que la saison suivante.

International Cup 2014.

En juillet 2013, Guillaume Lautré se retire de la présidence et c'est Jérôme Canonici, en septembre 2013, qui reprend la présidence et la direction technique du club. Il instaure trois entraînements par semaine et fait connaitre ce sport auprès des écoles avec « le but de devenir un club reconnu par la ville dont on porte les couleurs sur la France entière »,.
Au mois de juin 2014, en division Nationale, l'équipe arrive jusqu'à la finale du championnat de France à Paris. Elle s'incline dans ce dernier match et devient vice championne de France 2014-2015.
Pour la représentation Internationale, le joueur, Jérôme Canonici, intègre l'équipe de France, au mois août 2014, et participe à l’International Cup 2014 à Melbourne en Australie. Cette compétition ayant lieu tous les trois ans, elle est organisée par la Ligue Professionnelle Australienne (Australian Football League). En octobre 2014, Jérôme Canonici, Grégoire Chatel et Jérémy Sardin intègrent l'équipe nationale et participent à l’Euro Cup 2014 de Londres.
Durant le mois d'octobre 2015, Jérôme Canonici et Jérémy Sardin intègrent l'équipe nationale et jouent l’Euro Cup 2015 à Umag (Croatie).
L'équipe de football australien montpelliéraine n'est plus présente dans le Championnat de France 2015-2016 et 2016-2017,.

## Composition du club
- Présidents :
  - Benjamin Hamon (2008, saisons 2009-2010 et 2010-2011) ;
  - Guillaume Lautré (Saisons 2011-2012 et 2012-2013) ;
  - Jérôme Canonici (Saisons 2013-2014 et 2014-2015).
- Capitaines :
  - Kevin McGuinness (Saison 2014-2015) ;
  - Benjamin Hamon (2008) ;
  - Guillaume Lautré (Saisons 2009-2010, 2011-2012 et 2012-2013) ;
  - Luke Michael Mahony (Saison 2012-2013) ;
  - Ludovic Pham-Trong (2008 et saison 2009-2010).
- Vices capitaines :
  - Jérôme Canonici (Saisons 2011-2012 et 2014-2015) ;
  - Michael Politaris (Saison 2014-2015) ;
  - David Sauvegrain (Saison 2009-2010).
- Entraîneurs :
  - Jérôme Canonici (Saisons 2012-2013, 2013-2014 et 2014-2015) ;
  - Benjamin Hamon (Saison 2009-2010 et 2010-2011) ;
  - Guillaume Lautré (Saisons 2011-2012 et 2012-2013).
- Adjoints :
  - Grégoire Chatel (Saison 2012-2013 et 2014-2015) ;
  - Lucas Deguilhen (Saison 2012-2013 et 2014-2015) ;
  - Kevin McGuinness (Saison 2014-2015) ;
  - Luke Michael Mahony (Saison 2012-2013).
- Préparateurs physique :
  - Grégoire Chatel (Saison 2014-2015) ;
  - Lucas Deguilhen (Saison 2014-2015).

## Palmarès
La liste suivante récapitule les performances dans diverses compétitions, dont 12 joueurs ont été en sélection internationale[réf. nécessaire].
- Saison 2008-2009 :  de la Coupe de France (Ex aequo avec Bordeaux Bombers) ;
- Saison 2009-2010 :  de la Coupe de France[19] ;
- Saison 2011-2012 :  Premier en Development League ;
- Saison 2012-2013 :  Premier en Development League.
- Saison 2013-2014 :
  -  Deuxième de la Coupe du Sud ;
  - 5e du Championnat de France.
- Saison 2014-2015 :  Deuxième du Championnat de France[20].

Joueurs sélectionnés en équipe nationale
- Anthony Bernad (Saison 2014-2015) ;
- Jérôme Canonici (Saison 2013-2014 et 2014-2015) ;
- Grégoire Chatel (Saison 2014-2015) ;
- Guillaume Lautré (Saison 2009-2010 et 2011-2012) ;
- David Sauvegrain (Saison 2009-2010) ;
- Jérémy Sardin (Saison 2014-2015).

## Effectifs par saisons
| no | Joueur                   | Nationalité                                    | Lieu de Naissance   | Saison 2009-2010 | Saison 2011-2012 | Saison 2012-2013   | Saison 2013-2014   | Saison 2014-2015           |
| -- | ------------------------ | ---------------------------------------------- | ------------------- | ---------------- | ---------------- | ------------------ | ------------------ | -------------------------- |
| xx | Christophe Allouche      | Drapeau de la France · Drapeau de l'Australie  | France              |                  |                  |                    | Forward            | Middle                     |
| 42 | Thomas Azémard           | Drapeau de la France                           | Montpellier         |                  | Attaquant        |                    |                    |                            |
| 00 | Anthony Bernad           | Drapeau de la France                           | Beaume              |                  | Attaquant        | Attaquant / Milieu | Attaquant / Milieu | Middle / Défense           |
| 17 | Nick Bertram             | Drapeau de l'Angleterre                        | Londres             | Demi-arrière     |                  |                    |                    |                            |
| 2  | Laurent Bertrand         | Drapeau de la France                           | Lézignan[Lequel ?]  | Demi-arrière     |                  |                    |                    |                            |
| 3  | Peter Birks              | Drapeau de l'Australie                         | Wagga Wagga         | Suiveur          |                  |                    |                    |                            |
| xx | Angelo Blot              | Drapeau de la France                           | Vierzon-Ville       |                  |                  |                    | x                  | Middle / Forward           |
| xx | Andeol Cadic             | Drapeau de la France                           | France              |                  |                  |                    | Forward            |                            |
| xx | Ryan Callanan            | Drapeau de l'Irlande                           | Irlande             |                  |                  |                    |                    | Défense / Ruck             |
| xx | Antoine Canonici         | Drapeau de la France                           | Montauban           |                  |                  |                    | Soigneur           | Soigneur                   |
| 82 | Jérôme Canonici          | Drapeau de la France · Drapeau de la Corse     | Montauban           | Plein-arrière    | Défenseur        | Full back          | Milieu / Full back | Middle / Défense           |
| xx | Tadhg Ó Caoimh           | Drapeau de l'Irlande                           | Irlande             |                  |                  |                    |                    | Milieu / Forward           |
| xx | Oscar Chadney            | Drapeau de la France · Drapeau de l'Angleterre | Angleterre          |                  |                  |                    | Milieu / Forward   | Middle / Forward           |
| xx | Patrick Charron          | Drapeau du Canada                              | Québec              |                  |                  |                    | x                  |                            |
| 18 | Grégoire Chatel          | Drapeau de la France                           | Montpellier         | Suiveur          |                  | Milieu / Avant     | Milieu / Avant     | Middle / Forward           |
| xx | Paddy Clancy             | Drapeau de l'Irlande                           | Irlande             |                  |                  |                    | Défense / Forward  |                            |
| xx | Lucas Deguilhen          | Drapeau de la France                           | Jaujac              |                  |                  |                    | Défense            | Défense                    |
| xx | Gaël Duc                 | Drapeau de la France                           | Rochefort           |                  |                  | Milieu             | Milieu             |                            |
| xx | Youri Dumousseau         | Drapeau de la France                           | Montpellier         |                  |                  | Avant              |                    |                            |
| xx | Gwenaël Duval            | Drapeau de la France                           | Chamonix            |                  |                  | Avant / Défense    | Avant / Défense    | Forward                    |
| 50 | Pierre Eve               | Drapeau de la France                           | Coutances           | Demi-avant       |                  |                    |                    |                            |
| xx | Eoin Finnegan            | Drapeau de l'Irlande                           | Irlande             |                  |                  |                    | Milieu / Défense   |                            |
| xx | Josh George              | Drapeau de l'Angleterre                        | Angleterre          |                  |                  |                    |                    | Milieu / Forward           |
| xx | Loïc Van Gennip          | Drapeau de la France · Drapeau des Pays-Bas    | Pays-Bas            |                  |                  | Avant / Milieu     | x                  |                            |
| xx | Corentin Girard          | Drapeau de la France                           | Montpellier         |                  |                  |                    |                    | Forward                    |
| xx | Kevin McGuinness         | Drapeau de l'Irlande                           | Irlande             |                  |                  |                    | Full back          | Full back / Ruck           |
| 69 | Benjamin Hamon           | Drapeau de la France                           | Sainte-Foy-lès-Lyon | Plein-arrière    |                  |                    |                    |                            |
| xx | Alexis Hernandez Mayer   | Drapeau de la France                           | San Diego           |                  |                  |                    | Forward            | Forward / Ruck             |
| xx | Morgan Hirsch            | Drapeau de l'Angleterre                        | Birmingham          |                  |                  |                    | Défense            |                            |
| xx | Marc Howard              | Drapeau de l'Irlande                           | Passage West        |                  |                  |                    | Milieu             |                            |
| xx | Eoin Huges               | Drapeau de l'Irlande                           | Irlande             |                  |                  |                    |                    | Milieu / Forward / Défense |
| xx | Béranger Jaussent        | Drapeau de la France                           | France              |                  |                  |                    |                    | Défense                    |
| xx | Ross Kerrigan            | Drapeau de l'Irlande                           | Irlande             |                  |                  |                    |                    | Défense / Ruck             |
| xx | Michael Kitt             | Drapeau de l'Irlande                           | Galway              |                  |                  | Avant              |                    |                            |
| 87 | Guillaume Lautré         | Drapeau de la France                           | Carcassonne         | Demi de mêlée    | Milieu           | Milieu             |                    |                            |
| xx | Luke Michael Mahony      | Drapeau de l'Australie                         | Heyfield (en)       |                  |                  | Plein-avant        | Plein-avant        |                            |
| 91 | Thomas Maraval           | Drapeau de la France                           | Montpellier         | Demi-avant       |                  |                    |                    |                            |
| 45 | Jehan-Bernard Marginèdes | Drapeau de la France                           | Martigues           | Plein-avant      |                  |                    |                    |                            |
| xx | Steven Merand            | Drapeau de la France                           | France              |                  |                  |                    | Défense            | Défense                    |
| 85 | Léo Pinet                | Drapeau de la France                           | Montpellier         |                  | Défenseur        |                    | x                  |                            |
| xx | Michael Politaris        | Drapeau de l'Australie                         | Australie           |                  |                  |                    |                    | Forward                    |
| 7  | Hugo Pujol (cadet)       | Drapeau de la France                           | Abymes              |                  | Défenseur        | Suiveur            | Défense            |                            |
| 4  | Rémy Risson              | Drapeau de la France                           | Glandage            |                  | Milieu           | Arrière            | Ruck               |                            |
| xx | Jérémy Sardin            | Drapeau de la France                           | France              |                  |                  |                    | Défense / Milieu   | Forward / Middle / Défense |
| 19 | David Sauvegrain         | Drapeau de la France                           | Montpellier         | Suiveur          |                  |                    |                    |                            |
| 8  | Thomas Serres            | Drapeau de la France                           | Suresnes            | Demi-avant       |                  |                    |                    |                            |
| xx | Finlay Simpson           | Drapeau de l'Angleterre                        | Angleterre          |                  |                  |                    | Milieu / Forward   |                            |
| xx | Flynn Slattery           | Drapeau de l'Australie                         | Australie           |                  |                  |                    |                    | Défense                    |
| 88 | Mathieu Vaniscote        | Drapeau de la France · Drapeau de la Corse     | Bruges              |                  | Attaquant        | Attaquant          | Forward            |                            |
| xx | Guillaume Vigué          | Drapeau de la France                           | Montpellier         |                  |                  | Arrière            |                    |                            |
| 12 | Gérard Walsh-Kemmis      | Drapeau de l'Irlande                           | Dublin              | Demi-avant       |                  |                    |                    |                            |
| xx | Thomas Zeze              | Drapeau de la France                           | Montpellier         |                  |                  | Suiveur            |                    |                            |

## Photothèque du club

Les équipes suivant les saisons
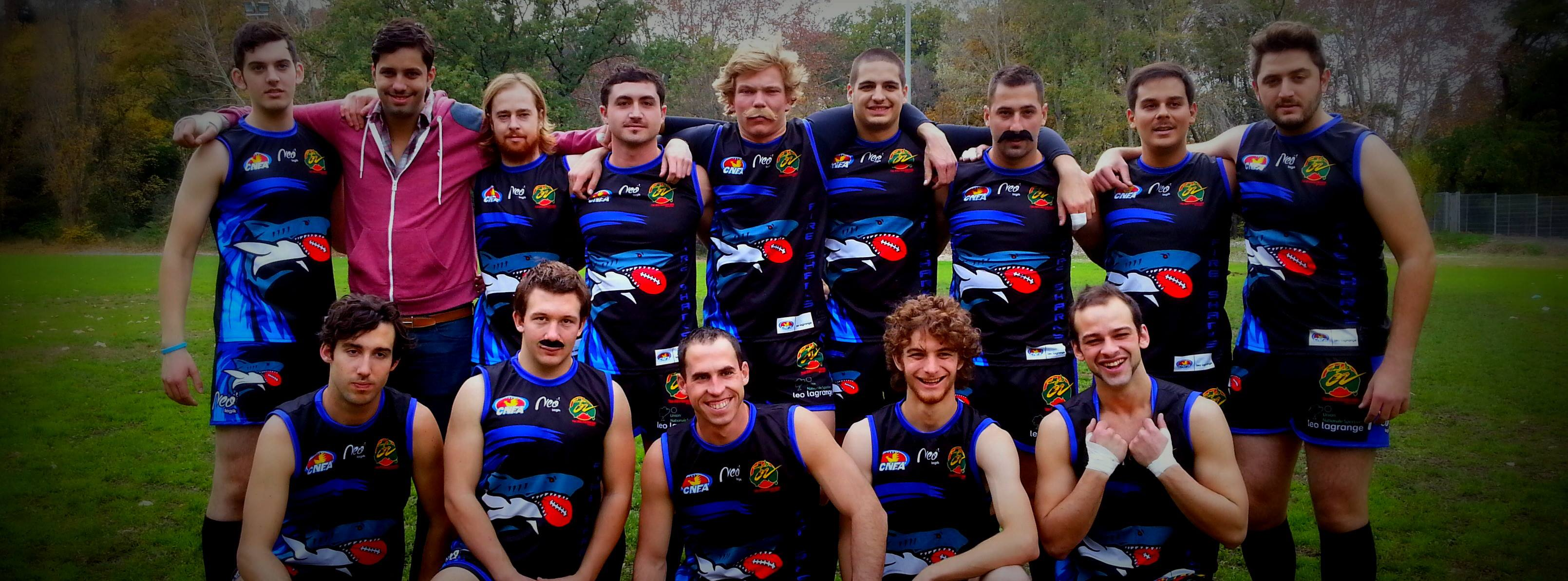
L'équipe de la saison 2012-2013.
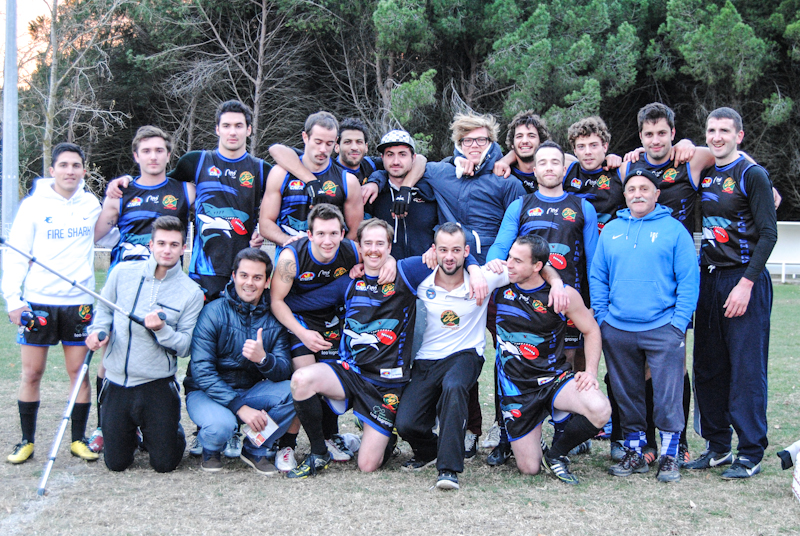
L'équipe de la saison 2013-2014.
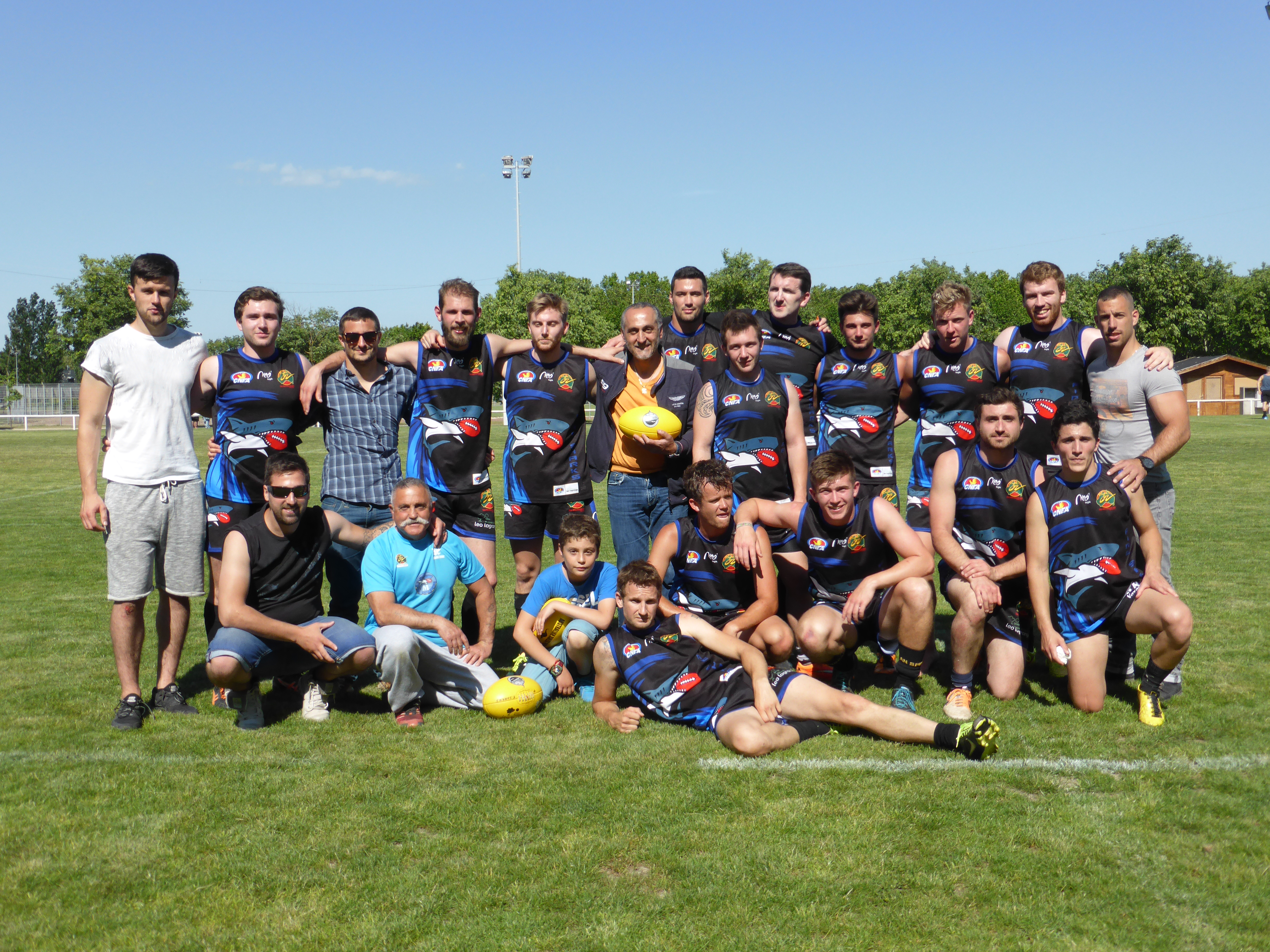
L'équipe de la saison 2014-2015.

Le maillot en photos
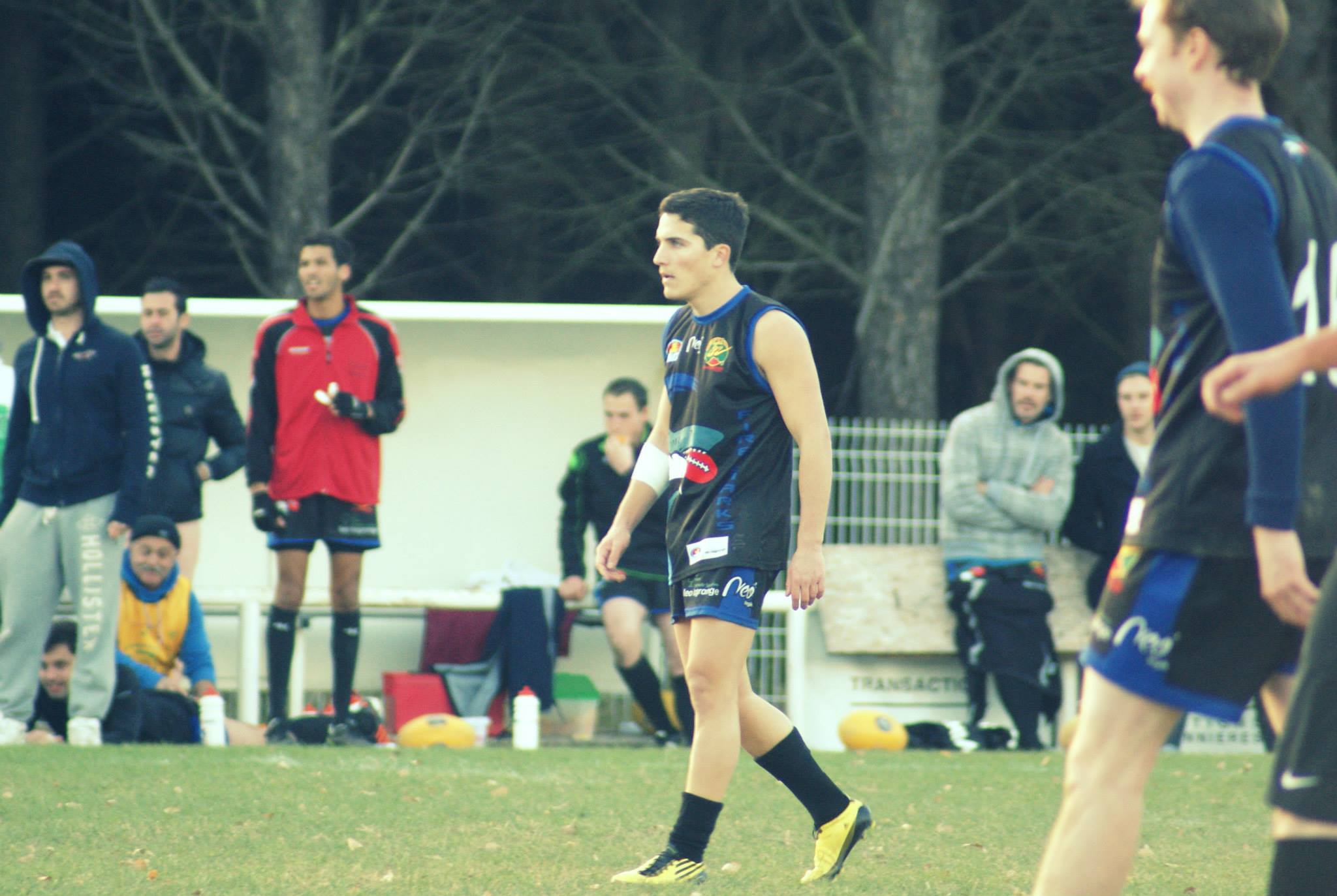
2014, Greg Chatel durant le match contre les ALFA Lyon[21].
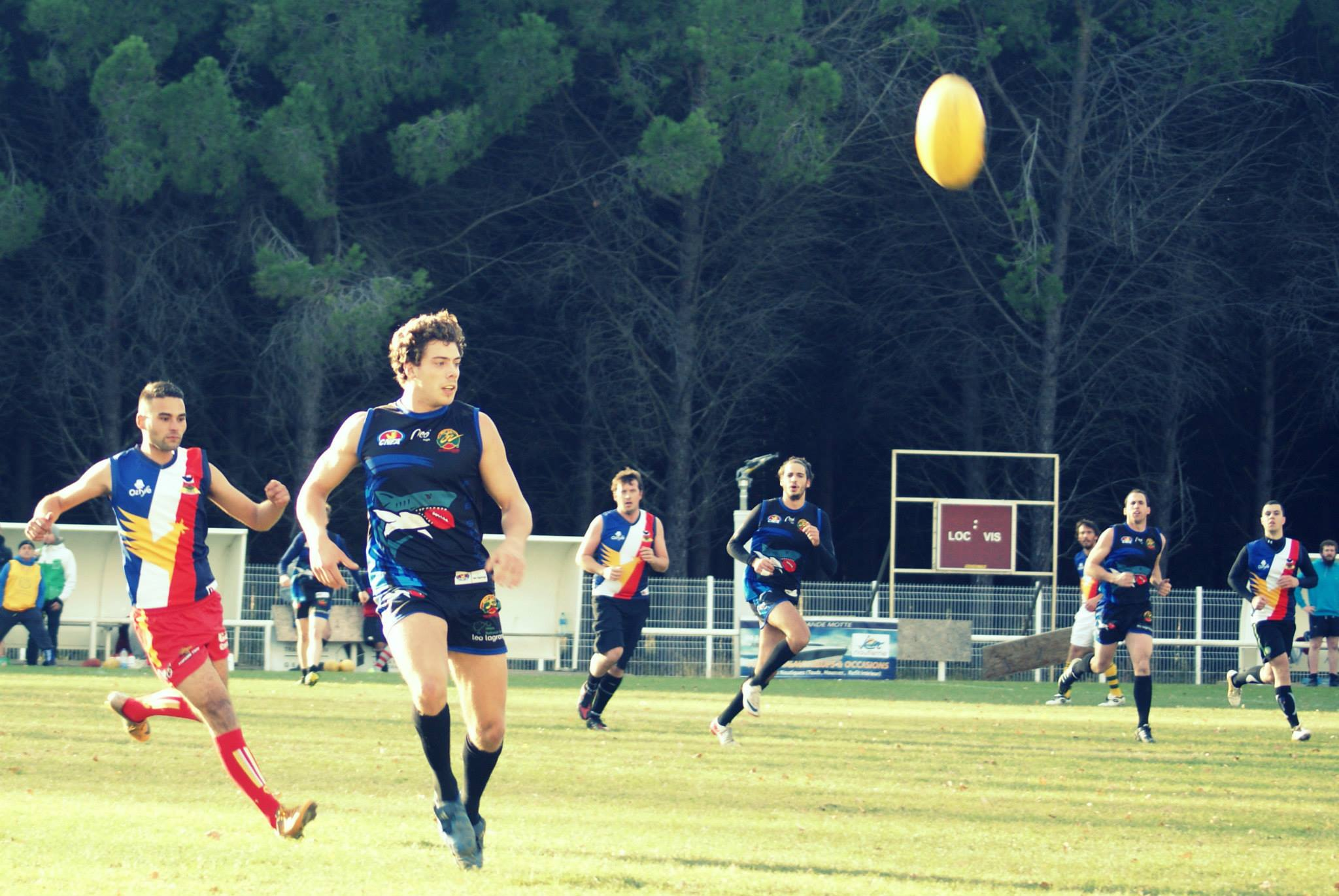
2014, Morgan Hirsh et Rémy Risson durant le match contre les ALFA Lyon.
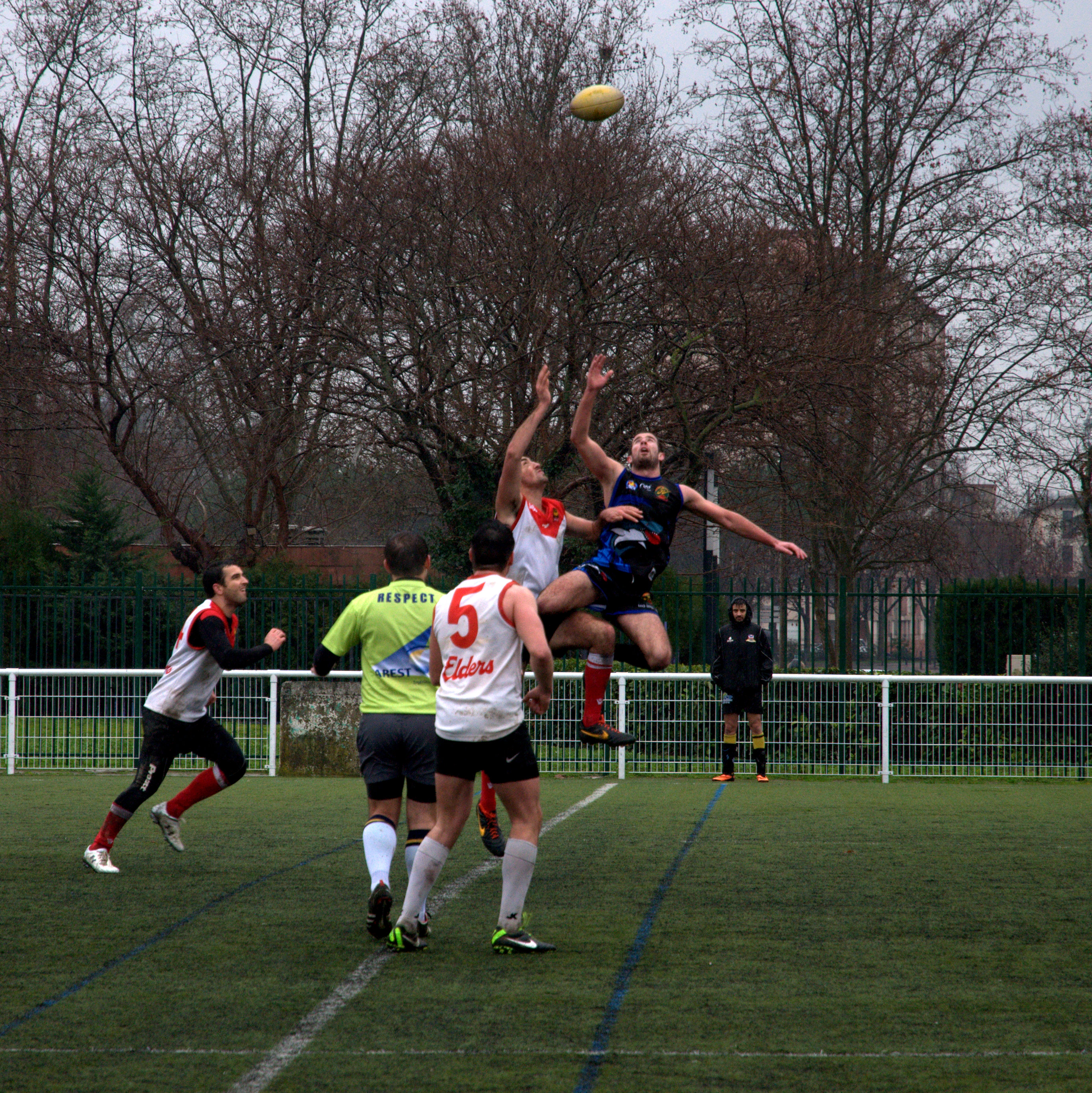
2014, Marc Howard durant le match contre les Toulouse Hawks.
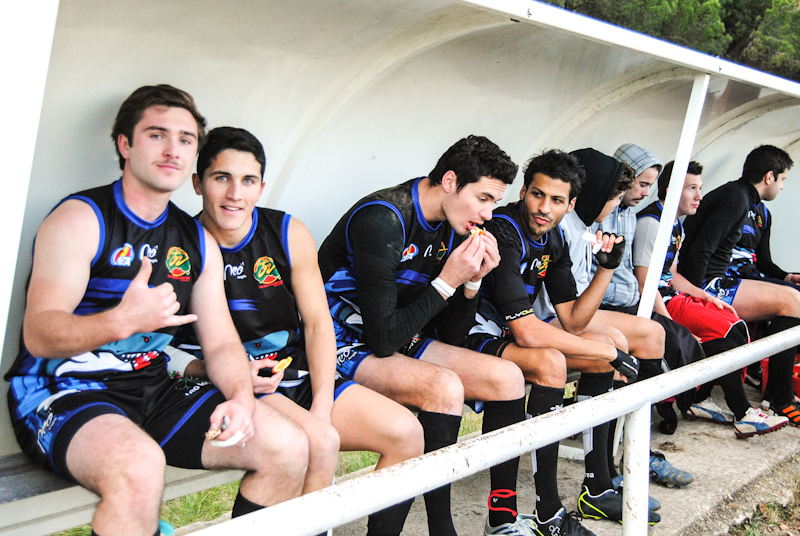
Lucas Deguilhen, Greg Chatel, Alexis Hernandez et Angélo Blot durant le match contre les ALFA Lyon.